# Cascina del Sole
La Cascina del Sole è una delle architetture che si trovano all'interno del Parco di Monza.

## Storia e descrizione
In stile eclettico, l'edificio - più volte stravolto nella sua connotazione - si presenta ormai privato di rilevanti elementi stilistici, eccezion fatta per la cuspide della facciata principale. Realizzato nel 1839 da Giacomo Tazzini non distante dalla Cascina Cavriga, sorge al centro della Valle dei Sospiri, in una posizione privilegiata all'interno del Parco, nel bel mezzo di un ampio prato. Particolare attenzione venne posta proprio sul posizionamento di quest'architettura, in un punto che fosse prospetticamente sgombro e che desse il maggior risalto possibile alla linearità delle forme.
L'edificio - perso il proprio utilizzo agricolo - è oggi sede di un bar, con annessa abitazione del proprietario.